# 二次交通
二次交通（にじこうつう）とは、複数の交通機関等を使用する場合の、2種類目の交通機関のことを指す。
主に、鉄道駅から路線バスや自転車などを使って、学校や観光地などへ赴く交通手段のことが言われる。
特に、観光業界においては、車社会と言われる現在においても、誰しもが自動車を運転して観光地へ赴く訳ではないため、鉄道や路線バスは重要な観光交通手段となっている。このため、全国の観光地においては、二次交通の確保や整備が、グルメとともに、観光客を誘致する重要なポイントとなっている。
このような状況によって、近年、各地の自治体では、主たる観光地を周回するコミュニティバスを運行する例が広まっている。
また、最近では、地球温暖化防止や観光地の渋滞緩和の観点から、自家用車を郊外に設けた駐車場へ誘導し、そこから路線バスを利用させたり、シャトルバスを運行するなどの方策が始まっている。

## 主な二次交通の例（後者が二次交通に当たる）
- 観光

鉄道 - 路線バス
自家用車 - 路線バス
自家用車 - シャトルバス
- 通勤・通学

鉄道 - 路線バス
鉄道 - スクールバス
鉄道 - 自転車